# 江戸ッ子探偵殺人案内
『江戸ッ子探偵殺人案内』（えどッこたんていさつじんあんない）は、1997年から1999年までテレビ朝日系「土曜ワイド劇場」で放送されたテレビドラマシリーズ。全2回。主演は地井武男。
東京の向島を舞台に、元刑事の寿司職人が事件の謎を解いていく。

## 登場人物

### 寿司屋「達寿司」
山内鬼一
演 - 地井武男
主人。生まれも育ちも向島。かつては刑事だったが、寿司職人だった父の亡き後、実家の寿司屋を継ぐ。
山内加奈子
演 - 細川直美
鬼一の年の離れた妻。元OL。
山内タツ
演 - 菅井きん
鬼一の母。

### その他
篠原敬三
演 - 金田明夫
警視庁向島西警察署の刑事。階級は警部補。鬼一の刑事時代の後輩。
湯川亀太郎
演 - 六平直政
鬼一の近所仲間。床屋主人。
彦田信
演 - 綾田俊樹
鬼一の近所仲間。銭湯主人。
湯川花子
演 - 大島蓉子
亀太郎の妻。

### ゲスト
第1作（1997年）
- 朝倉有紀（グルメ雑誌記者） - 中原果南
- 永楽亭チョン菊（落語家・鬼一の近所仲間） - 徳井優
- 天野春枝（鬼一の幼馴染） - 松井紀美江
- 天野（春枝の夫） - 森下哲夫
- 川村（元地上げ屋） - 崎津隆介
- レストラン店員 - 佐藤正宏
- パチンコ店員 - 朝倉伸二
- 刑事 - 荒川大三郎
- 唐沢康之（智寿子の息子） - 増島愛浩
- 女子高生 - ときたあさみ
- 片岡（相和建設 部長・智寿子の愛人） - 中丸新将
- 保田慎也（不動産鑑定士） - 渡辺裕之
- 唐沢智寿子（唐沢家政学園短大 理事長・春枝の幼馴染） - 柏木由紀子

第2作（1999年）
- 五十嵐茂弘（加奈子の先輩） - 倉田てつを
- 渡辺瑛子（達寿司の客） - 水木薫
- 永楽亭さん菊（落語家・弥生の婚約者） - 徳井優
- 岸本弥生（日出志の娘・鬼一の幼馴染） - 村上聡美
- ホステス - 吉田美江
- 山下恵子（病死） - 前田悠衣
- 湯川勇 - 箕輪裕太
- 山下珠美（恵子の娘・半年前 通り魔に襲われ死亡） - 小松みゆき
- 岸本美由紀（日出志の後妻・元ホステス） - 中島宏海
- 岸本日出志（岸本エレクトロン 経営者） - 石山律雄

## スタッフ
- 脚本 - 井川公彦（第1作）、小林竜雄（第2作）
- 監督 - 吉田啓一郎
- 選曲 - 合田豊
- 技術協力 - テイクシステムズ
- 編集・MA - 神奈川メディアセンター
- プロデューサー - 大井素宏（テレビ朝日）、高戸晨一（テレビ朝日 / 第1作）、堀口貴子（松竹 / 第1作）、中嶋等（第2作）
- チーフプロデューサー - 高橋浩太郎
- 制作 - テレビ朝日、松竹

## 放送日程
| 話数 | 放送日        | サブタイトル                                        | 脚本     | 監督       |
| ---- | ------------- | --------------------------------------------------- | -------- | ---------- |
| 1    | 1997年6月14日 | 中年寿司屋と幼妻の名推理！                          | 井川公彦 | 吉田啓一郎 |
| 2    | 1999年7月24日 | 東おとこに京おんな殺人事件 連続通り魔が仕組んだ罠！ | 小林竜雄 | 吉田啓一郎 |